# Giải bóng đá hạng tư quốc gia Cộng hòa Síp 2008–09
Giải bóng đá hạng tư quốc gia Cộng hòa Síp 2008–09 là mùa giải thứ 24 của giải bóng đá hạng tư Cộng hòa Síp. Achyronas Liopetriou giành danh hiệu thứ 3.

## Thể thức thi đấu
Có 14 đội tham gia Giải bóng đá hạng tư quốc gia Cộng hòa Síp 2008–09. Tất cả các đội đều thi đấu 2 trận, một trân sân nhà và một trận sân khách. Đội nhiều điểm nhất sẽ lên ngôi vô địch. Ba đội đầu bảng được lên chơi tại Giải bóng đá hạng ba quốc gia Cộng hòa Síp 2009–10 và ba đội cuối bảng xuống chơi ở các giải khu vực.

### Hệ thống điểm
Các đội bóng nhận 3 điểm cho một trận thắng, 1 điểm cho một trận hòa và 0 điểm cho một trận thua.

## Thay đổi so với mùa giải trước
Các đội thăng hạng Giải bóng đá hạng ba quốc gia Cộng hòa Síp 2008–09
- Digenis Oroklinis
- Othellos Athienou
- Orfeas Nicosia

Các đội xuống hạng từ Giải bóng đá hạng ba quốc gia Cộng hòa Síp 2007–08
- Anagennisi Germasogeias
- ENAD Polis Chrysochous
- Iraklis Gerolakkou

Các đội thăng hạng từ các giải khu vực
- Konstantios & Evripidis Trachoniou
- Nikos & Sokratis Erimis
- Dafni Troulloi

Các đội xuống hạng các giải khu vực
- Ethnikos Latsion FC
- SEK Agiou Athanasiou
- FC Episkopi

## Bảng xếp hạng
| Vị thứ | Đội                                | St. | T. | H. | B. | BT. | BB. | HS. | Đ. | Ghi chú                                                                | Thành tích đối đầu |
| ------ | ---------------------------------- | --- | -- | -- | -- | --- | --- | --- | -- | ---------------------------------------------------------------------- | ------------------ |
| 1      | Achyronas Liopetriou               | 26  | 16 | 6  | 4  | 57  | 35  | 22  | 54 | Vô địch-Thăng hạng Giải bóng đá hạng ba quốc gia Cộng hòa Síp 2009–10. |                    |
| 2      | ENAD Polis Chrysochous             | 26  | 15 | 3  | 8  | 53  | 34  | 19  | 48 | Thăng hạng Giải bóng đá hạng ba quốc gia Cộng hòa Síp 2009–10.         |                    |
| 3      | Iraklis Gerolakkou                 | 26  | 14 | 4  | 8  | 52  | 42  | 10  | 46 | Thăng hạng Giải bóng đá hạng ba quốc gia Cộng hòa Síp 2009–10.         |                    |
| 4      | P.O. Xylotymvou                    | 26  | 13 | 5  | 8  | 58  | 37  | 21  | 44 |                                                                        |                    |
| 5      | Anagennisi Germasogeias            | 26  | 12 | 5  | 9  | 50  | 38  | 12  | 41 | Anagennisi 3p, 2-2, 1 a.. ASPIS 3p, 2-2, 0 a..                         |                    |
| 6      | ASPIS Pylas                        | 26  | 12 | 5  | 9  | 42  | 37  | 5   | 41 | Anagennisi 3p, 2-2, 1 a.. ASPIS 3p, 2-2, 0 a..                         |                    |
| 7      | Nikos & Sokratis Erimis            | 26  | 11 | 5  | 10 | 54  | 46  | 8   | 38 |                                                                        |                    |
| 8      | Enosis Kokkinotrimithia            | 26  | 11 | 4  | 11 | 37  | 37  | 0   | 37 |                                                                        |                    |
| 9      | Ellinismos Akakiou                 | 26  | 10 | 5  | 11 | 47  | 47  | 0   | 35 |                                                                        |                    |
| 10     | Konstantios & Evripidis Trachoniou | 26  | 9  | 7  | 10 | 36  | 39  | -3  | 34 | K & E 3p, 3-2 ENP 3p, 2-3                                              |                    |
| 11     | Enosis Neon Parekklisia            | 26  | 10 | 4  | 12 | 35  | 49  | -14 | 34 | K & E 3p, 3-2 ENP 3p, 2-3                                              |                    |
| 12     | Sourouklis Troullon                | 26  | 7  | 6  | 13 | 38  | 53  | -15 | 27 | Xuống hạng các giải khu vực.                                           |                    |
| 13     | APEP Pelendriou                    | 26  | 6  | 7  | 13 | 35  | 46  | -11 | 25 | Xuống hạng các giải khu vực.                                           |                    |
| 14     | Dafni Troulloi                     | 26  | 1  | 4  | 21 | 29  | 83  | -54 | 7  | Xuống hạng các giải khu vực.                                           |                    |

Hệ thống điểm: Thắng=3 điểm, Hòa=1 điểm, Thua=0 điểm
Quy tắc xếp hạng: 1) Điểm; 2) Điểm thành tích đối đầu; 3) Hiệu số đối đầu; 4) Bàn thắng sân khách đối đầu; 5) Hiệu số; 6) Số bàn thắng

Nguồn: League standings at CFA

## Kết quả
| ↓Home / Away→   | ANG | APP | ASP | ACR | DFN | ELN | END | ENK | ENP | IRK | KET | NSE | POX | SRK |
| --------------- | --- | --- | --- | --- | --- | --- | --- | --- | --- | --- | --- | --- | --- | --- |
| Anagennisi      |     | 3-0 | 1-0 | 1-1 | 3-0 | 3-2 | 1-2 | 0-0 | 2-1 | 4-1 | 1-2 | 3-3 | 2-3 | 5-0 |
| APEP            | 2-3 |     | 1-1 | 2-3 | 5-1 | 1-3 | 2-0 | 0-0 | 2-0 | 0-4 | 0-1 | 2-1 | 1-1 | 2-2 |
| ASPIS           | 2-1 | 2-1 |     | 2-2 | 3-1 | 1-3 | 1-3 | 4-0 | 2-1 | 3-2 | 1-1 | 4-3 | 0-2 | 2-0 |
| Achyronas       | 3-1 | 2-0 | 2-0 |     | 5-1 | 3-1 | 0-2 | 3-0 | 4-0 | 1-5 | 4-4 | 3-0 | 2-1 | 3-0 |
| Dafni           | 0-2 | 2-2 | 0-3 | 1-2 |     | 1-2 | 0-5 | 1-4 | 3-0 | 0-3 | 0-1 | 2-5 | 1-1 | 1-4 |
| Ellinismos      | 1-0 | 2-5 | 1-2 | 0-0 | 4-2 |     | 3-2 | 2-2 | 3-0 | 5-1 | 2-1 | 0-1 | 1-0 | 1-3 |
| ENAD            | 3-3 | 1-2 | 2-1 | 3-0 | 4-1 | 4-2 |     | 1-0 | 1-1 | 1-2 | 2-0 | 3-0 | 2-2 | 3-1 |
| Enosis          | 2-0 | 3-1 | 0-1 | 2-1 | 3-0 | 2-1 | 1-2 |     | 3-4 | 1-0 | 2-0 | 1-0 | 2-1 | 2-0 |
| ENP             | 0-2 | 2-1 | 2-0 | 1-2 | 5-2 | 1-1 | 1-0 | 1-0 |     | 1-1 | 2-0 | 1-2 | 3-2 | 3-2 |
| Iraklis         | 2-0 | 2-2 | 3-2 | 1-1 | 3-2 | 3-2 | 1-0 | 4-2 | 2-1 |     | 2-1 | 2-1 | 2-3 | 3-3 |
| K & E           | 1-1 | 0-0 | 0-0 | 0-1 | 4-2 | 3-2 | 3-1 | 5-3 | 3-0 | 1-2 |     | 0-1 | 2-2 | 1-1 |
| N & S           | 3-2 | 4-0 | 1-1 | 3-4 | 6-1 | 2-2 | 3-4 | 1-1 | 2-2 | 2-1 | 0-1 |     | 4-3 | 3-0 |
| P.O. Xylotymvou | 2-3 | 2-1 | 3-2 | 2-3 | 1-1 | 3-0 | 2-0 | 3-1 | 6-0 | 1-0 | 4-0 | 2-1 |     | 5-1 |
| Sourouklis      | 2-3 | 1-0 | 1-2 | 2-2 | 3-3 | 1-1 | 1-2 | 1-0 | 1-2 | 2-0 | 3-1 | 1-2 | 2-1 |     |

Nguồn: Results at CFA